# Střední Washington
Střední Washington je region, který je definován jako západní část Východního Washingtonu a patří do něj okresy ležící mezi Kaskádovým pohořím a 119. poledníkem západní šířky. Jeho odhadovaný počet obyvatel v roce 2004 byl 672 tisíc, což je asi desetina obyvatel státu Washington. Region je ještě rozdělen na dvě části:
- Severostřední Washington – okresy Chelan, Douglas, Grant a Okanogan – největší město: Wenatchee
- Jihostřední Washington – okresy Benton, Kittitas, Klickitat a Yakima – největší města: Yakima a Tri-Cities (Kennewick, Richland a Pasco)

## Další významná města
- Chelan
- East Wenatchee
- Ellensburg
- Ephrata
- Moses Lake
- Omak

## Vysoké školy a univerzity
- Central Washington University v Ellensburgu
- Washington State University Tri-Cities v Richlandu
- Heritage University v Toppenishu
- Columbia Basin College v Pascu
- Wenatchee Valley College ve Wenatchee
- Big Bend Community College v Moses Lake
- Yakima Valley Community College v Yakimě

## Významná pohoří
- Kaskádové pohoří
- Chiwaukumské hory
- Stuartovo pohoří
- Wenatcheejské hory